# Thân vương quốc Lippe
Thân vương quốc Lippe (tiếng Đức: Fürstentum Lippe) sau này là Lippe-Detmold và cuối cùng thì trở lại tên gọi Lippe. Nó là một nhà nước trong Đế chế La Mã Thần thánh và sau thuộc Đế quốc Đức, được cai trị bởi Nhà Lippe. Lãnh thổ của nó nằm giữa sông Weser và phần đông nam của Rừng Teutoburg. Năm 1910, nó có diện tích 1.215 km2 (469 mile2) và hơn 150.000 cư dân.
Người sáng lập ra Bá quốc Lippe (1528–1789), sau đó là Thân vương quốc Lippe (1789–1918) chính là Bernhard I, người đã nhận được lãnh thổ từ Lothair III của Thánh chế La Mã vào năm 1123. Bernhard I lấy hiệu là Edler Herr zu Lippe ("Quý ngài ở Lippe"). Lịch sử của triều đại và những lần mua lại đất đai tiếp theo của nó thực sự bắt đầu với Bernard II. Lãnh thổ của ông có lẽ được hình thành từ vùng đất mà ông có được khi Công quốc Sachsen bị phá hủy sau sự sụp đổ của Heinrich Sư tử vào năm 1180. Simon V là người cai trị đầu tiên của Lippe tự phong mình là bá tước (Graf) vào năm 1528.